# Ахмадов, Хусейн Сайдалиевич
Ахмадов Хусейн Сайдалиевич (1950 год) — чеченский политический деятель. Председатель Временного Высшего Совета Чечено-Ингушской ССР (1991), председатель Парламента непризнанной Чеченской Республики Ичкерия (1991—1993), государственный секретарь Чеченской Республики Ичкерия (1999—?).

## Биография
Родился в 1950 году в Казахской ССР. Окончил исторический факультет Чечено-Ингушского государственного университета. Работал научным сотрудником Чечено-Ингушского научно-исследовательского института истории, экономики, социологии и филологии. Изучал историю Чечено-Ингушетии конца XIX века. Поскольку он критиковал официальную концепцию «добровольного вхождения Чечено-Ингушетии в состав России», то в начале 1985 году ему пришлось уйти из института и работать учителем в селе Джалка.
В марте 1990 года избран депутатом Верховного Совета Чечено-Ингушской АССР. Был назначен членом чрезвычайной комиссии по продовольствию и товарам. Также являлся членом комиссии по рассмотрению концепции «добровольного вхождения». В ноябре 1990 года на первом чеченском национальном съезде был избран членом исполкома. Впоследствии стал заместителем председателя исполкома Общенационального конгресса чеченского народа (ОКЧН).
Активно участвовал в событиях сентября 1991 года в Грозном. 15 сентября 1991 года стал главой Временного Высшего Совета Чечено-Ингушетии, который был сформирован из сторонников ОКЧН и Верховного Совета Чечено-Ингушетии. 1 октября 1991 года от имени Временного Высшего Совета объявил о разделе Чечено-Ингушской Республики на независимую Чеченскую Республику (Нохчи-чо) и Ингушскую Республику в составе РСФСР. Однако, через 4 дня большинство членов ВВС отменило данное решение своего председателя и отправила его в отставку.
28 октября 1991 года был избран в Парламент Чеченской Республики. 2 ноября стал председателем Парламента. Протестовал против попыток президента Джохара Дудаева присвоить неконституционные полномочия. Выступал с требованиями формирования правительства, ответственного перед Парламентом. Добивался парламентского контроля над деятельностью министерств и ведомств.
В начале мая 1993 года большая часть депутатов парламента выступила против Дудаева. Ахмадов подал в отставку с поста председателя парламента. В августе 1993 года парламентом был лишён депутатских полномочий.
С 1994 года не принимал активного участия в политической борьбе. Осудил ввод российских войск в Чечню. В вооружённом сопротивлении не участвовал.
С июня 1999 года — Государственный секретарь Чеченской Республики Ичкерия.